# Dywizja Horia, Cloșca și Crișan
Dywizja Horia, Cloșca și Crișan (rum. Divizia Horia, Cloșca și Crișan) – rumuński ochotniczy związek taktyczny sformowany w ZSRR pod koniec II wojny światowej.
Dywizja została utworzona w kwietniu 1945 r. w obozie w Kotowsku na Ukrainie spośród rumuńskich żołnierzy znajdujących się w sowieckich obozach jenieckich i rumuńskich komunistów. Jej przydomek nadano na cześć: Horei, Cloșci i Crișana, przywódców powstania chłopskiego w Siedmiogrodzie w 1784 roku. Na czele formacji stanął gen. Mihail Lascăr, b. dowódca rumuńskiej 6 Dywizji Piechoty, wzięty do niewoli w listopadzie 1942 r. podczas walk o Stalingrad. Jego zastępcą został gen. Romulus Dimitriu, a oficerem politycznym – działacz komunistyczny Valter Roman. Dywizja nie zdążyła wziąć udziału w walkach. W połowie sierpnia Dywizja weszła w skład nowej armii rumuńskiej, funkcjonowała do 1994.